# Varunidae
Varunidae är en familj av kräftdjur som beskrevs av H. Milne Edwards 1853. Enligt Catalogue of Life ingår Varunidae i överfamiljen Grapsoidea, ordningen tiofotade kräftdjur, klassen storkräftor, fylumet leddjur och riket djur, men enligt Dyntaxa är tillhörigheten istället ordningen tiofotade kräftdjur, klassen storkräftor, fylumet leddjur och riket djur. Enligt Catalogue of Life omfattar familjen Varunidae 10 arter. 
Kladogram enligt Catalogue of Life och Dyntaxa:
| Varunidae | \| \| Cyclograpsus \| \| \| \| \| \| Eriocheir \| \| \| \| \| \| Hemigrapsus \| \| \| \| |
|           | \| \| Cyclograpsus \| \| \| \| \| \| Eriocheir \| \| \| \| \| \| Hemigrapsus \| \| \| \| |
|           | Gecarcinidae                                                                             |
|           |                                                                                          |
|           | Glyptograpsidae                                                                          |
|           |                                                                                          |
|           | ullhandskrabbor                                                                          |
|           |                                                                                          |
|           | Plagusiidae                                                                              |
|           |                                                                                          |
|           | Sesarmidae                                                                               |
|           |                                                                                          |
|           | Cyclograpsus                                                                             |
|           |                                                                                          |
|           | Eriocheir                                                                                |
|           |                                                                                          |
|           | Hemigrapsus                                                                              |
|           |                                                                                          |

|  | Cyclograpsus |
|  |              |
|  | Eriocheir    |
|  |              |
|  | Hemigrapsus  |
|  |              |